# 81-я отдельная авиационная эскадрилья ВВС Балтийского флота
81-я отдельная авиационная эскадрилья ВВС Балтийского флота — воинская часть вооружённых сил СССР в Великой Отечественной войне.

## История
Сформирована на базе 2-й эскадрильи 15-го авиационного полка ВВС КБФ в мае 1940 года.
На вооружении эскадрильи к началу войны состояли самолёты МБР-2 в количестве 12 машин. Эскадрилья базировалась на военно-морской базе Ханко.
В составе действующей армии во время ВОВ c 22 июня 1941 по 20 октября 1941 года.
C началом войны эскадрилья участвует в боевых действиях, обеспечивает морскую разведку Балтийского моря, в частности Финского залива. В начале июля 1941 года 9 самолётов перелетели на морском аэродром Кихельконна на Сааремаа. Одним из основных видов деятельности эскадрильи являлось обнаружение и бомбардировка минных заграждений. В сентябре 1941 года оставшиеся самолёты эскадрильи перелетели в Ленинград.
Так 9 июля 1941 года два самолёта обнаружили подводную лодку кригсмарине (вероятно U-149) западнее острова Бенгтшер в 13 милях юго-западнее Ханко и неожиданно атаковали её с высоты 300 метров, нанеся лодке повреждения.
Звено из трёх машин, остававшееся на Ханко использовалось при обороне острова как бомбардировочное, срывая попытки финских войск высадиться на полуостров. Последний самолёт из состава эскадрильи (к тому времени расформированной) перелетел с Ханко в Ленинград 29 октября 1941 года.
Расформирована 20 октября 1941 года.

## Полное наименование
81-я отдельная авиационная эскадрилья ВВС Балтийского флота

## Подчинение
| Дата            | Флот            | Армия | Корпус                                          | Полк | Примечания         |
| --------------- | --------------- | ----- | ----------------------------------------------- | ---- | ------------------ |
| 22.06.1941 года | Балтийский флот | -     | -                                               | -    | -                  |
| 01.07.1941 года | Балтийский флот | -     | Авиагруппа Береговой обороны Балтийского района | -    | без звена на Ханко |
| 10.07.1941 года | Балтийский флот | -     | Авиагруппа Береговой обороны Балтийского района | -    | без звена на Ханко |
| 01.08.1941 года | Балтийский флот | -     | Авиагруппа Береговой обороны Балтийского района | -    | без звена на Ханко |
| 01.09.1941 года | Балтийский флот | -     | Авиагруппа Береговой обороны Балтийского района | -    | без звена на Ханко |
| 01.10.1941 года | Балтийский флот | -     | -                                               | -    | -                  |

## Командиры
капитан Каштанкин Виктор Николаевич